# Orbán György (orvos)
Orbán György (Budapest, Erzsébetváros, 1906. augusztus 25. – Budapest, 1976. február 16.) szülész-nőgyógyász, egyetemi docens, az orvostudományok kandidátusa (1960).

## Élete
Orbán Jakab (1880–1945) magánhivatalnok, kereskedelmi utazó és Balog Rozália (1881–1942) fiaként született zsidó családban a Damjanich utca 36. szám alatt. Apja 1901-ben változtatta családnevét Orlikról Orbánra. Testvérei Orbán Erzsébet (1908–?), Fodor István vívómester felesége és Orbán Ferenc (1910–?). A Regnum Marianum Plébániahivatal lelkésze által kiállított keresztlevél szerint 1931. április 18-án kikeresztelkedett a római katolikus vallásra.
1924 és 1931 között Montpellier-ben, Párizsban, Budapesten és Pécsett tanult. Orvosi oklevelének megszerzése (1931) után a budapesti Pázmány Péter Tudományegyetem I. sz. Nőgyógyászati és Szülészeti Klinikáján volt gyakornok az 1937/1938. tanévig. A második zsidótörvényt követően nem hosszabbították meg gyakornoki állását, a háború éveiben nem állt a Klinika alkalmazásában. 1945 áprilisától tanársegédként működött. 1947-ben a klinika keretében megszervezte és haláláig vezette az Országos Meddőség Vizsgáló Állomást, illetve Intézetet.
1947 és 1955 között a Budapesti János Kórház II. Szülészeti és Nőgyógyászati Osztályának főorvosa, 1955 és 1976 között a Balassa János Kórház igazgatóhelyettese és szülész-nőgyógyász főorvosa volt.
Fő kutatási területe a meddőség kérdéseit vizsgálta. A Gladiolus virág segítségével korai terhességi tesztet fejlesztett ki, és különböző összehasonlítások révén értékelte a lehetséges terhességi tesztek hasznosságát, biztonságosságát, valamint azok elméleti és gyakorlati alkalmazhatóságát.
Az Új köztemetőben helyezték nyugalomra.

## Művei
- Recidiváló thrombosis előfordulása a szülészetben. (Orvosi Hetilap, 1939, 7.)
- Colloid-labilitási reactio a thrombosishajlam kimutatására. (Orvosi Hetilap, 1939, 26.)
- A thrombosishajlam kimutatására szolgáló gel-reactio kiterjesztése és értékelésének módosítása. (Magyar Nőorvosok Lapja, 1947, 5.)
- Beszámoló a chatel-guyoni nőgyógyász kongresszusról és a párisi női klinikákon tett látogatás során szerzett benyomásokról. (Magyar Nőorvosok Lapja, 1947, 12.)
- Dysmenorrhea membranacea érdekes esete. (Magyar Nőorvosok Lapja, 1948, 2.)
- Átfúródott pyosalpinx esete. (Magyar Nőorvosok Lapja, 1948, 10.)
- A méhrepedésről a budapesti I. sz. női klinika 16 éves anyaga alapján. (Magyar Nőorvosok Lapja, 1949, 1.)
- Terhes vizelet beöntéses alkalmazása a nőgyógyászati gyógykezelésben. (Magyar Nőorvosok Lapja, 1949, 9.)
- A habituális abortus gyógyítása. (Magyar Nőorvosok Lapja, 1952, 12.)
- A meddősségről. Budapest, 1954
- 200 szokványos vetélés kezelése kapcsán szerzett tapasztalásaink. Asztalos Gyulával, Horn Bélával. (Magyar Nőorvosok Lapja, 1954, 6.)
- Összehasonlító szérum E-vitamin vizsgálatok a normális lefolyású terhesség alatt és a habituális abortuszban szenvedőknél. Tarján Róberttel, Krámer Mihálynéval. (Orvosi Hetilap, 1955, 47.)
- Terheseken végzett kolpocytológiai vizsgálatok. Gimes Rezsővel. (Magyar Nőorvosok Lapja, 1957, 6.)
- A meddőség kivizsgálásának és gyógyításának korszerű és néhány újabb irányvonala. Kandidátusi értekezés. Budapest, 1960
- A fájdalom nélküli szülés pszichoprofilaktikus előkészítéséről. (Magyar Nőorvosok Lapja, 1960, 6.)
- Meddő nőkön végzett endometrium-vizsgálataink tapasztalatai. Gimes Rezsővel, Rechnitz Kurttal. (Magyar Nőorvosok Lapja, 1961, 4.)
- A fájdalom nélküli szülésről: pszichoprofilaktikus előkészítés fájdalom nélküli szülésre. Budapest, 1962
- A terhességről, szülésről, gyermekágyról. Budapest, 1963
- Négy kiviselt terhesség pulmonektomia után. Szántó Endrével. (Orvosi Hetilap, 1963, 9.)
- Pajzsmirigyműködés a terhesség korai szakában. Policzer Miklóssal, Bazsó Emmával és Marton Mihállyal. (Orvosi Hetilap, 1966, 50.)
- A szülések napi ritmusa. Czeizel Endrével. (Magyar Nőorvosok Lapja, 1967, 2.)
- Homológ inseminatiók gyakorlati jelentősége a meddőség kezelésében. Gimes Rezsővel. (Magyar Nőorvosok Lapja, 1969, 2.)
- A meddőségről a gyakorló orvosnak. (Orvosi Hetilap, 1969, 47.)
- Az anyagcsere egyes mutatóinak változása oralis anticoncipiens hatására. Krámer Mihálynéval, Dworschák Ernővel. (Magyar Nőorvosok Lapja, 1970, 3.)
- Dibromdulcit praeoperatív adása korai méhnyakrákban. (Orvosi Hetilap, 1970, 29.)
- Az anya és az újszülött serumlipidjei normális szülés, koraszülés, illetve toxaemia esetében. Krámer Mihálynéval, Holló Tamással, Tarján Róberttel és Legeza Sándorral. (Orvosi Hetilap, 1973, 48.)
- A meddőség kivizsgálásának fontosabb lépcsőzetes paraméterei. Gimes Rezsővel. (Magyar Nőorvosok Lapja, 1974, 4.)
- A lymphoblastos transformatio mint immunológiai módszer a funkcionális meddőség egyes eseteinek igazolására. Horváth Lászlóval. (Magyar Nőorvosok Lapja, 1975, 6.)

## Díjai, elismerései
- Érdemes orvos (1953)
- Kiváló orvos (1963)